# 安房峠

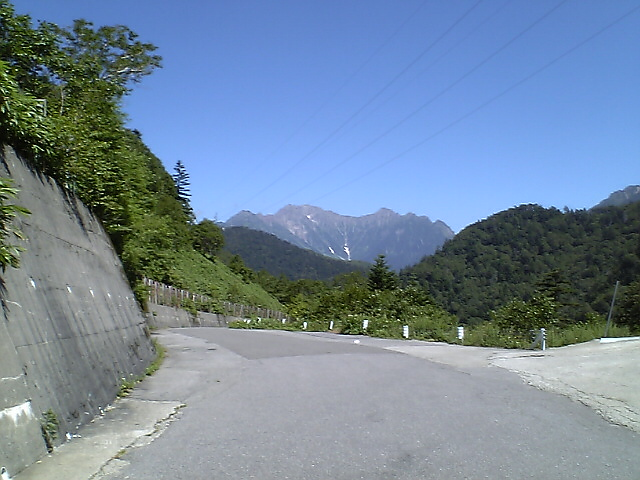
長野方面、穂高岳などが望める

安房峠（あぼうとうげ）は、岐阜県高山市(旧吉城郡上宝村)
と長野県松本市(旧南安曇郡安曇村)の間にある峠。国道158号がこの県境の峠を通っている。標高は1,790 m。

## 概要
飛騨山脈南部のアカンダナ山と安房山との鞍部であり、神通川水系高原川の支流安房谷と信濃川水系梓川の支流との分水嶺である。
上高地への入り口のほか、岐阜県側、長野県側ともに麓は北アルプス（飛騨山脈）山麓の観光地として栄えているため、かつては国道158号の長く狭隘なこの峠道に交通が集中していた。行楽シーズンともなれば大型バスも通行、離合困難により大渋滞を引き起こすこともあった。
峠（最高地点）をはさんで長野側には11、岐阜側には3の連続ヘアピンカーブがあり、一部のヘアピンでは、ホイールベースの長い大型バス・トラックにおいては、数度の切り返しが必要である。例年11月中旬～5月中旬は冬期通行止となるため、車両の通行はできない。
この区間を通る路線バスは全便車掌が乗務し、渋滞時は車掌がバスを降り対向車を誘導して進んでいた。この地の往来の大部分は、1997年（平成9年）に供用が開始された安房峠道路を利用し、通年の通行が可能となっている。

## 歴史
- 日蓮が修行のためこの峠を越えたとき、自らの出身地である安房国より命名したと伝えられる[1]。
- 現在の安房峠より南、鎌倉街道が安房山（2219.4 m、乗鞍23峰）の南側、十石山（2525 m、乗鞍23峰）より北側を通る峠を大峠、平井峠[1]、平湯峠、信濃峠[1]、飛騨側の呼称でザラ（ザレ）峠と呼んだ。また、服部英雄らはこの峠を古安房峠、安房古峠と仮称[2]。
- 1559年（永禄2年）甲斐国の武田晴信の軍勢が安房峠越えを果たして、飛騨国に攻め込んだ[3]。
- 1564年（永禄7年）　再度、武田の軍勢が安房峠を経て飛騨国に攻め込んだという。その際の逸話が平湯温泉開湯の伝承となっている[3]。
- 1600年（慶長5年）関ヶ原の戦いの際、東軍の武将である金森可長が安房峠を経て平湯村に進んだという[3]。
- 1790年（寛政2年）平湯番所が公的には廃道となる[2]が、地元の生活道路としては使われ続けたと考えられる[2]。
- 1912年（大正元年）陸地測量部の「五万分の一図」には、現在の安房峠が記述される[2]。
- 1915年（大正4年）大正池が誕生した頃、平湯と上高地を結ぶ観光道路として、現在の安房峠が利用されるようになる[2]。
- 1924年（大正13年）上宝村の教師であった篠原無然が大雪の中を無理して峠越えを敢行したが、峠の頂上付近で遭難して凍死に及んだ。峠には「ああ偉なるかな飛騨の山　ああ美なるかな飛騨の渓　ああ清きかな飛騨の水」の無然自身が詠んだ歌の歌碑が建てられている[3]。
- 1938年（昭和13年）中の湯〜平湯間の道路で拡幅、舗装工事が行われ車両の通行が可能になる[1]。
- 1997年（平成9年）安房峠道路開通[1]。